# Oranjerugspecht
De oranjerugspecht (Chrysocolaptes validus synoniem: Reinwardtipicus validus) is een vogel uit de familie van de spechten.

## Taxonomie
Deze specht werd in 1825 geldig beschreven door de Nederlandse dierkundige Coenraad Jacob Temminck in zijn Nouveau recueil de planches coloriées d'oiseaux. In 1854 plaatste de Franse natuuronderzoeker Karel Lucien Bonaparte de vogel in een monotypisch geslacht Reinwardtipicus. Volgens fylogenetisch onderzoek, gepubliceerd in 2006 en 2017 is plaatsing in het geslacht Chrysocolaptes beter verdedigbaar.

## Beschrijving
De oranjerugspecht is een middelgrote specht van 30 cm lengte. Het mannetje heeft een roestrode borst en buik en een rode kuif. Verder heeft hij een oranje rug, die naar boven toe lichter wordt tot wit. Het vrouwtje is minder opvallend gekleurd, ze mist het rood en is in plaats daarvan grijs gekleurd en haar rug is wit. Beide seksen hebben zwarte vleugels en staart.

## Verspreiding en leefgebied
De oranjerugspecht komt voor op het schiereiland Malakka, Sumatra en Borneo. Op Java komt plaatselijk de nominaat R. v. validus voor, in de overige gebieden de ondersoort R. v. xanthopygius. Het is een schaars voorkomende vogel van verschillende typen bos zowel in het laagland als op berghellingen tot 1500 m boven de zeespiegel in het Nationaal park Kinabalu.

## Status
De oranjerugspecht heeft een groot verspreidingsgebied en de grootte van de populatie is niet gekwantificeerd. Er is geen aanleiding te veronderstellen dat de soort in aantal achteruit gaat. Daarom staat de oranjerugspecht als niet bedreigd op de Rode Lijst van de IUCN.